# Capasa pratti
Capasa pratti är en fjärilsart som beskrevs av George Thomas Bethune-Baker 1915. Capasa pratti ingår i släktet Capasa och familjen mätare. Inga underarter finns listade i Catalogue of Life.